# Grete Gaim
Grete Gaim (* 21. Mai 1993 in Tartu) ist eine estnische Biathletin.

## Karriere
Grete Gaim gab ihr internationales Debüt im Rahmen der Juniorenweltmeisterschaften 2010 in Torsby, wo sie 63. des Einzels und 48. des Sprints wurde, das Verfolgungsrennen beendete sie nicht. Mit der Staffel wurde sie Zehnte. Es folgten die Juniorinnenrennen der Europameisterschaften in Otepää, bei denen die Estin 45. des Einzels, 34. des Sprints und 42. der Verfolgung wurde. Ein Jahr später wurde Gaim bei der Junioren-WM in Nové Město na Moravě 50. des Einzels, 19. des Sprints, 18. der Verfolgung und mit Johanna Talihärm und Daria Yurlova Sechste im Staffelwettbewerb. An selber Stelle nahm sie im weiteren Jahresverlauf auch an den Juniorinnenrennen der Sommerbiathlon-Weltmeisterschaften 2011 teil und kam im Sprint auf den 18., im Verfolgungsrennen auf den 17. Platz.
Zum Auftakt der Saison 2011/12 startete Gaim in Östersund im Rahmen des IBU-Cups bei ihren ersten Rennen im Leistungsbereich und wurde 51. des Sprints. Es folgte an selber Stelle eine Woche später auch das Debüt im Weltcup. Die Estin wurde in ihrem ersten Sprint 81. In Nové Město na Moravě konnte sie mit einem 75. Platz im Sprint ihr bislang bestes Ergebnis in der höchsten Rennserie erreichen. Mit der Staffel wurde ein 14. Platz an der Seite von Kristel Viigipuu, Daria Yurlova und Johanna Talihärm in Oberhof das bisher beste Resultat. Die Europameisterschaften 2012 in Osrblie wurden ihre erste internationale Meisterschaft bei den Frauen. Mit Platz 16 im Sprint erreichte Gaim eine der besten Platzierungen einer estnischen Biathletin in einem internationalen Spitzenrennen. Im Verfolgungsrennen trat sie nicht mehr an.
Ihr bis dato größter Erfolg ist die Goldmedaille in der Verfolgung bei den Juniorenweltmeisterschaften, die im Februar 2012 im finnischen Kontiolahti ausgetragen wurden. Der Sieg war überraschend, da sie nach dem vorangegangenen Sprint, in dem sie den zehnten Platz belegt hatte, mit einem Rückstand von 01:12 min ins Rennen gegangen war. Zum Auftakt der Saison 2013/14 gewann sie in Östersund bei einem Einzel als 39. erstmals Weltcuppunkte.
Im Juli 2023 machte sie im estnischen Podcast „Nur Mädchen im Sport“ öffentlich, dass sie in den vorangegangenen Monaten  unter Depressionen litt. Sie beabsichtigt, weiterhin ihre Karriere fortzusetzen.

## Biathlon-Weltcup-Platzierungen
Die Tabelle zeigt alle Platzierungen (je nach Austragungsjahr einschließlich Olympische Spiele und Weltmeisterschaften).
- 1.–3. Platz: Anzahl der Podiumsplatzierungen
- Top 10: Anzahl der Platzierungen unter den ersten zehn (einschließlich Podium)
- Punkteränge: Anzahl der Platzierungen innerhalb der Punkteränge (einschließlich Podium und Top 10)
- Starts: Anzahl gelaufener Rennen in der jeweiligen Disziplin
- Staffel: inklusive Mixed- und Single-Mixed-Staffeln

| Platzierung              | Einzel | Sprint | Verfolgung | Massenstart | Staffel | Gesamt |
| ------------------------ | ------ | ------ | ---------- | ----------- | ------- | ------ |
| 1. Platz                 |        |        |            |             |         |        |
| 2. Platz                 |        |        |            |             |         |        |
| 3. Platz                 |        |        |            |             |         |        |
| Top 10                   |        |        |            |             | 1       | 1      |
| Punkteränge              | 2      |        |            |             | 36      | 38     |
| Starts                   | 14     | 38     | 1          |             | 37      | 90     |
| Stand: 31. Dezember 2021 |        |        |            |             |         |        |